# D Mob
D Mob (* 27. Mai 1958 als Daniel Kojo Poku), auch bekannt unter den Pseudonymen D:Mob, Dancin' Danny D und Danny D, ist ein britischer Musikproduzent und Remixer.

## Leben
D Mobs musikalische Karriere startete 1988 mit der Hitsingle We Call It Acieed, die aus dem Stand heraus Platz 3 der britischen Singlecharts erreichte. Der drogenverherrlichende Song, der von der Droge LSD handelt, gehörte zu einer neuen Welle von Acid-House-Songs, die in Großbritannien gerade angesagt waren. Der Track wurde aus dem britischen Radio genommen, als die Drogenverherrlichung offenbar wurde und auch The Sun schrieb gegen den neuen Musikstil an. Es folgten mit It Is Time to Get Funky und Put Your Hands Together weitere Top-10-Singles in den britischen Charts und mit C'mon and Get My Love zusammen mit Cathy Dennis auch ein Top-10-Hit in den Billboard Hot 100.
1989 erschien das Album A Little Bit of This, a Little Bit of That, das Platz 46 der britischen Charts erreichte.
Danny D gründete zusammen mit Tim Blacksmith den Verlag Stellar Songs sowie Tim & Danny Music, eine Firma, die in der Vergangenheit mit Charli XCX, Emeli Sande und Labrinth zusammengearbeitet hat. Das Duo ist bekannt dafür, das norwegische Produktionsteam Stargate zu managen und als ausführende Produzenten für die von ihnen produzierten Hits zu fungieren.
2022 wurden sowohl Danny D als auch Tim Blacksmith für ihre Verdienste um die britische Musik zu Members des Order of the British Empire ernannt.

## Diskografie

### Alben
| Jahr | Titel Musiklabel                                | Höchstplatzierung, Gesamtwochen, AuszeichnungChartsChartplatzierungen (Jahr, Titel, Musiklabel, Platzierungen, Wochen, Auszeichnungen, Anmerkungen) | Anmerkungen                          |
| Jahr | Titel Musiklabel                                | UK | Anmerkungen                          |
| ---- | ----------------------------------------------- | --- | ------------------------------------ |
| 1989 | A Little Bit of This, a Little Bit of That FFRR | UK46 (11 Wo.)UK | Erscheinungsdatum: 11. November 1989 |

### Singles
| Jahr | Titel Album                                                            | Höchstplatzierung, Gesamtwochen, AuszeichnungChartplatzierungen (Jahr, Titel, Album, Platzierungen, Wochen, Auszeichnungen, Anmerkungen) | Höchstplatzierung, Gesamtwochen, AuszeichnungChartplatzierungen (Jahr, Titel, Album, Platzierungen, Wochen, Auszeichnungen, Anmerkungen) | Höchstplatzierung, Gesamtwochen, AuszeichnungChartplatzierungen (Jahr, Titel, Album, Platzierungen, Wochen, Auszeichnungen, Anmerkungen) | Höchstplatzierung, Gesamtwochen, AuszeichnungChartplatzierungen (Jahr, Titel, Album, Platzierungen, Wochen, Auszeichnungen, Anmerkungen) | Höchstplatzierung, Gesamtwochen, AuszeichnungChartplatzierungen (Jahr, Titel, Album, Platzierungen, Wochen, Auszeichnungen, Anmerkungen) | Anmerkungen              |
| Jahr | Titel Album                                                            | DE | AT | CH | UK | US | Anmerkungen              |
| ---- | ---------------------------------------------------------------------- | --- | --- | --- | --- | --- | ------------------------ |
| 1988 | We Call It Acieed A Little Bit of This, a Little Bit of That           | DE22 (9 Wo.)DE | — | — | UK3 (12 Wo.)UK | — | feat. Gary Haisman       |
| 1989 | It Is Time to Get Funky A Little Bit of This, a Little Bit of That     | — | — | — | UK9 (10 Wo.)UK | — | feat. LRS                |
| 1989 | C’mon and Get My Love A Little Bit of This, a Little Bit of That       | — | — | — | UK15 (11 Wo.)UK | US10 (21 Wo.)US | introducing Cathy Dennis |
| 1989 | Put Your Hands Together A Little Bit of This, a Little Bit of That     | DE23 (17 Wo.)DE | AT22 (4 Wo.)AT | CH28 (2 Wo.)CH | UK7 (8 Wo.)UK | — |                          |
| 1990 | That’s the Way of the World A Little Bit of This, a Little Bit of That | — | — | — | UK48 (3 Wo.)UK | US59 (9 Wo.)US | feat. Cathy Dennis       |
| 1994 | Why? –                                                                 | — | — | — | UK23 (3 Wo.)UK | — | mit Cathy Dennis         |
| 1994 | One Day –                                                              | — | — | — | UK41 (2 Wo.)UK | — |                          |